# Rio Bucşa
O Rio Bucşa é um rio da Romênia afluente do Rio Bângăleasa, localizado no distrito de Braşov.